# Orkester Norden
Orkester Norden är ett nordiskt–baltiskt symfoniorkester–program sommartid, från året 1993. Numera drivs den i Lahti, Finland. 
Med dirigenten Esa-Pekka Salonen som konstnärlig ledare grundades Orkester Norden i Stockholm, där den hade sitt säte och administrerades av Rikskonserter, innan den 2008 flyttade till Kristiansand i södra Norge, där den sedan ingick i verksamheten vid det nya stora kulturcentret Kilden med Rolf Gupta som konstnärlig ledare. Tanken med orkestern var dels att stärka det nordiska kultursamarbetet och samarbetet med de i början av 1990-talet nyblivna självständiga Baltstaterna, och dels att ge unga blivande musiker behövlig träning i orkesterspel.
I januari varje år hölls audition för musikstuderande vid musikhögskolor i Sverige, Norge, Danmark, Island, Finland, Estland, Lettland och Litauen. De utvalda unga musikerna samlades sedan några veckor under sommaren och spelade ihop som en symfoniorkester och höll konserter. Genom åren har orkestern givit konserter runt om i Norden och Baltikum och även turnerat i Europa och Kina och letts av flera framstående dirigenter.